# Kefersteinia koechliniorum
Kefersteinia koechliniorum är en orkidéart som beskrevs av Eric Alston Christenson. Kefersteinia koechliniorum ingår i släktet Kefersteinia och familjen orkidéer. Inga underarter finns listade i Catalogue of Life.